# Itakura Katsusuke
Itakura Katsusuke est un nom japonais traditionnel ; le nom de famille (ou le nom d'école), Itakura, précède donc le prénom (ou le nom d'artiste).
Itakura Katsusuke (板倉 勝弼, 30 mai 1846-21 octobre 1896) est le neveu d'Itakura Katsuaki et le huitième et dernier daimyō Ikatura du domaine de Bitchū-Matsuyama (1869-1871). Itakura Katsukiyo[Quoi ?].

## Source de la traduction
- (en) Cet article est partiellement ou en totalité issu de l’article de Wikipédia en anglais intitulé « Itakura Katsusuke » (voir la liste des auteurs).